# Leroy Kemp
Leroy Kemp (rodným jménem Darnell Freeman * 24. prosince 1956) je bývalý americký zápasník, volnostylař. Třikrát zvítězil a jednou vybojoval bronz na mistrovství světa. Dvakrát zvítězil na Panamerických hrách. V letech 1979 až 1982 byl členem vítězného týmu na Světovém poháru. V roce 1980 patřil k největším favoritům na zisk zlaté medaile na olympijských hrách v Moskvě. Kvůli americkému bojkotu her však nemohl na turnaji startovat. V roce 2008 byl členem trenérského týmu americké reprezentace.